# Malajer
Malajer (perski: ملاير) – miasto w Iranie, w ostanie Hamadan. W 2006 roku miasto liczyło 153 748 mieszkańców w 40 750 rodzinach.